# Joan Slonczewski

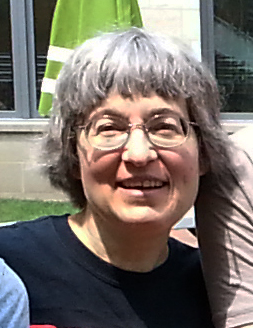
Joan Slonczewski (2015)

Joan Lyn Slonczewski (* 1956 in New York City) ist eine US-amerikanische Molekularbiologin und Science-Fiction-Autorin.

## Leben
Joan Slonczewski lehrt Biologie am Kenyon College in Ohio.
Sie bringt neueste Ergebnisse der Molekularbiologie in ihre Science-Fiction ein, um eine faszinierende Zukunft zu entwerfen. Man kann sie zu den feministischen Schriftstellerinnen zählen; ihre Charaktere entsprechen keinen Geschlechterklischees.
A Door into Ocean mit einem Wasserplaneten und ausschließlich weiblicher Bevölkerung spricht diese Thematik besonders deutlich an. Der Roman wurde auch mit dem Campbell Award als bester Roman ausgezeichnet. 2012 erhielt sie für The Highest Frontier den Award erneut.
Daughter of Elysium bewegt sich von der molekularbiologischen Thematik zur Frage der künstlichen Intelligenz. Ganz unauffällig wird der Leser an „bewusste“ Roboter herangeführt, die „gleiche Rechte“ mit den Menschen einfordern.
Daneben werden Fragen des Genetic Engineering an Menschen beleuchtet.
Im Mittelpunkt des Romans steht eine normale Familie mit zwei Kindern und einem (für viele Menschen) ungewöhnlichen Rollenverständnis der Eltern.

## Werke

### Romane
- 1980: Still Forms on Foxfield
- 1986: A Door into Ocean
- 1989: The Wall around Eden
- 1993: Daughter of Elysium
- 1998: The Children Star
- 2000: Brain Plague
- 2011: The Highest Frontier, Tor Books, New York City 2011, ISBN 978-0-7653-2956-1.

### Erzählungen
- 1995: Microbe
- 2000: Tuberculosis bacteria join UN